# Університет штату Орегон

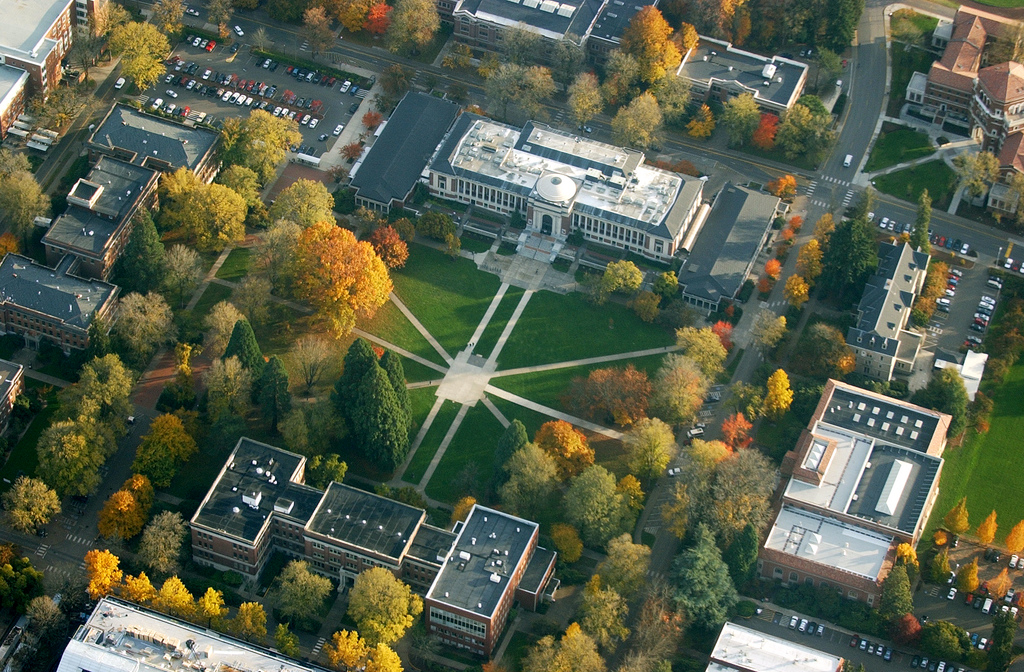
Центр ОДУ з Меморіал-Юніоном посередині

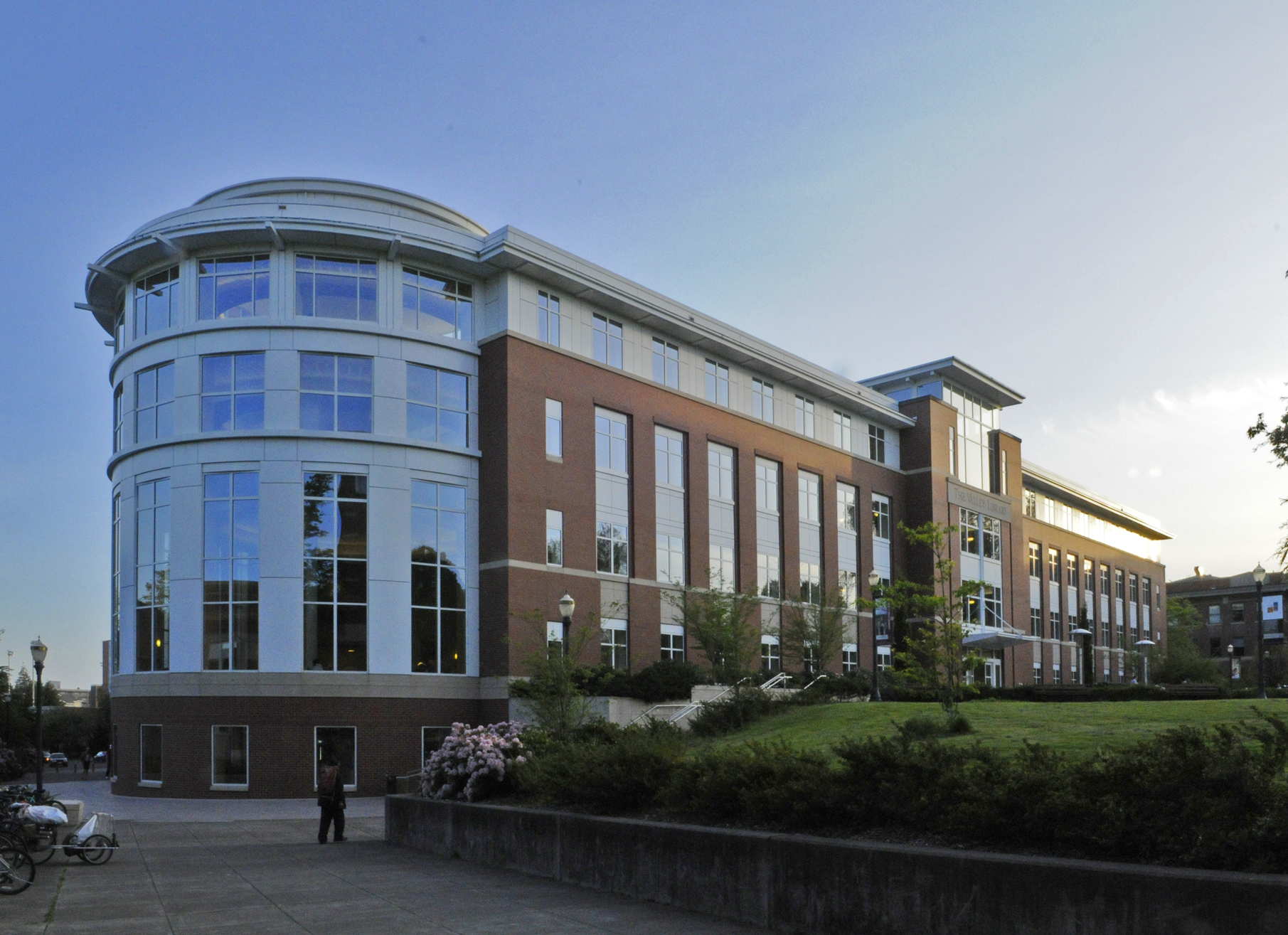
Бібліотека ОДУ — Долинна бібліотека, 1,4 млн томів

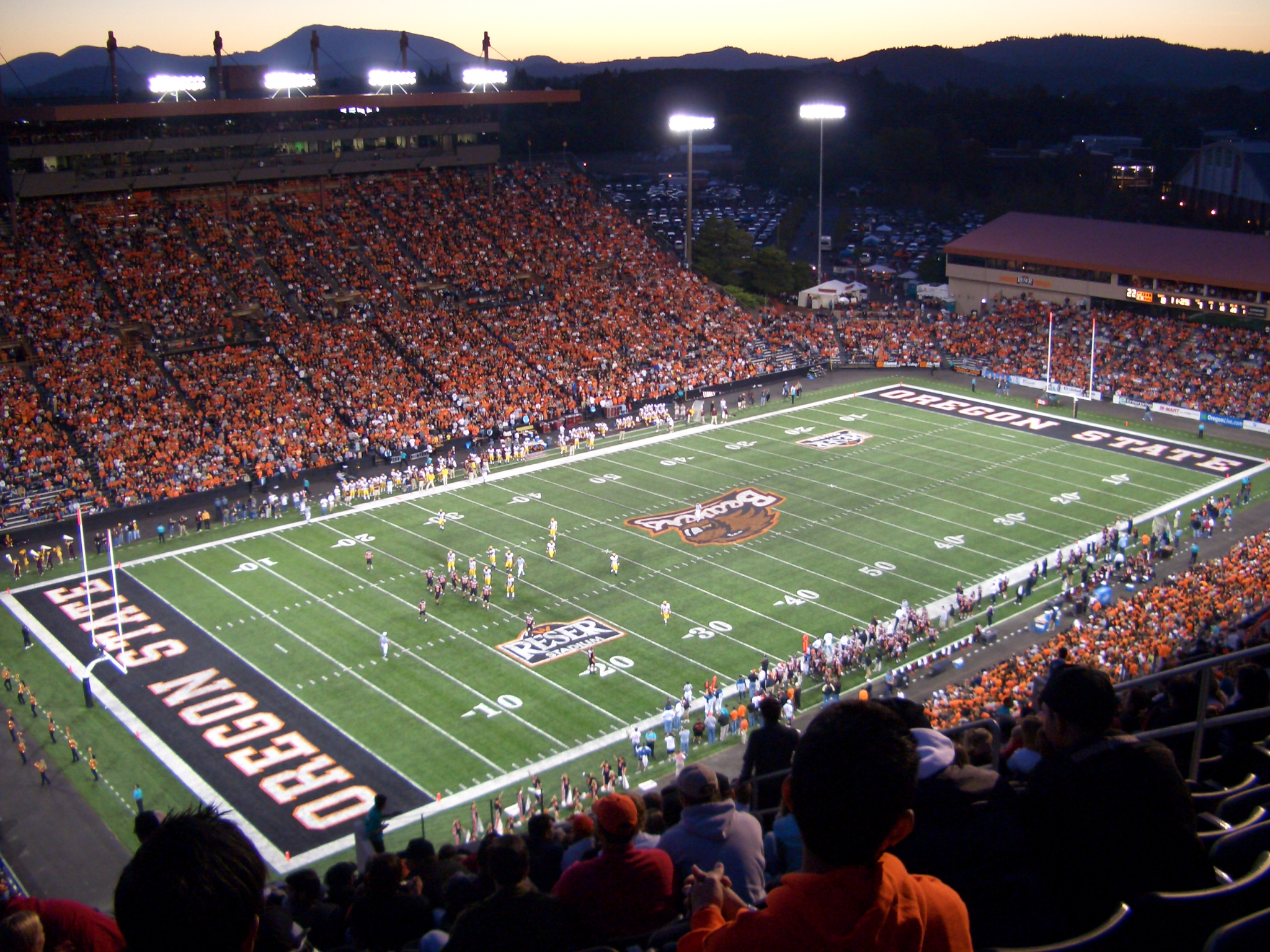
Університетський стадіон Рісер з 46,2 тисячами місць

Університет штату Орегон (Oregon State University, OSU) — державний університет у Корваллісі у центрі західного Орегону. Є найбільшими за чисельністю студентів університетом Орегону.
Навчання проводиться за понад 200 дипломними, післядипломними й докторськими програмами.
На осінь 2016 року у вузі навчається 30354 осіб, у тому числі 4466 тих, що здобувають вищі за бакалаврські наукові ступені. Працівників — 2 248 осіб. Річний бюджет — 1,1 млрд дол. доларів.
Площа студентського містечка — 160 га.
Спонсорські внески 505 млн дол. (2015 рік). OSU є єдиним університетом, що отримує державні гранти (на 2015 рік 308,9 млн дол.)за продаж державних угідь (land-grant), практичного користування морями й озерами США (sea-grant), космосом (space-grant) та біо-альтернативними видами пального (sun-grant).
У ОДУ 17 спортивних команд з найвідомішою Орегонські державні бобри (Oregon State Beavers) з американського футболу.
Заснований 1868 року як Корвальський коледж. У 1968 році у вузі почали готувати вчених докторського ступеня. Був перейменований на Корвальський державний агрономічний коледж з відповідною спеціалізацією.
1961 року перейменовано на сучасну назву.